# Ярославский, Пётр Семёнович Кривой
Князь Пётр Семёнович Ярославский по прозванию Кривой — воевода и наместник во времена правления Василия III Ивановича.
Из княжеского рода Ярославские. Старший сын воеводы и боярина князя Семёна Романовича. Имел братьев, князей: воеводу Ивана Семёновича по прозванию Семейка и Константина Семёновича по прозванию Сисей — родоначальник князей Сисеевы.

## Биография
В 1507 году воевода Сторожевого полка в походе под Смоленск. В 1512 году после разгрома татар, шестой воевода Большого полка на Угре и на Упе. В 1514 году первый воевода Сторожевого полка во втором государевом походе к Смоленску. В 1529-1530 годах второй наместник в Вязьме.

## Семья
От брака с неизвестной имел детей:
- Князь Ярославский Иван Петрович — в 1543 году первый воевода войск левой руки во Владимире. В 1544 году первый воевода Передового полка в Калуге. В 1556 году первый воевода в Василь-городе.
- Князь Ярославский Борис Петрович — в 1552 году погиб в бою с казанцами на Солдоге.